# Sátaváhanové
Sátaváhanové (maráthsky: सातवाहन; telugsky: శాతవాహనులు) byla dynastie, která ovládala přibližně střední část území Indického subkontinentu. Tato královská dynastie nastoupila po pádu Maurjovské říše, tedy někdy kolem 2. století př. n. l. Údaje o době její vlády se liší, pravděpodobně však vládla 450 let, někdy do doby kolem roku 220. Hlavním městem říše Sátaváhanovů byla Pratišthája (dnes Paithan).